# Abouriou
L'abouriou N est un cépage d'origine française de raisins rouges.

## Origine et répartition géographique
Il provient de Villeréal en Lot-et-Garonne où il a été signalé à la fin du XIXe siècle. Il pourrait être issu d'un semis naturel. Son nom provient de l'occitan aboriu (précoce). Il est aussi cultivé dans la région Nantaise en IGP Val de Loire.
Il est classé cépage d'appoint dans les AOC Côtes du Marmandais, Brulhois et Estaing. Il est classé recommandé dans près de la moitié de la France. Sa précocité lui a valu un certain engouement avant 1950, mais il n'est aujourd'hui plus guère cultivé que dans son département d'origine. En 2006, il couvrait 474 ha.
Des analyses génétiques réalisées à la fin des années 2000 ont montré qu'il est descendant direct de la magdeleine noire des Charentes, autre cépage précoce.

## Caractères ampélographiques
- Extrémité du jeune rameau à forte densité de poils couchés à liseré rouge.
- Jeunes feuilles de couleur vertes à plages bronzées.
- Feuilles adultes, orbiculiares à cinq lobes avec des sinus latéraux assez profonds, un sinus pétiolaire en lyre, des dents ogivales, un limbe bullé et tourmenté, et face inférieure une densité de poils dressés et couchés.

## Aptitudes culturales
Ce cépage débourre trois jours avant le Chasselas B et sa maturité est de première époque : une semaine après le Chasselas B.
C'est un cépage de vigueur modérée mais fertile même en taille courte. Il peut être cultivé en conditions de cultures limites pour la vigne, raison de son engouement passé.
Deux clones ont été agréés, les numéros 603 et 604. Un conservatoire de 50 familles d'abouriou a été créé en 2006 en Lot-et-Garonne.

## Potentiel technologique
Les grappes et les baies sont de taille moyenne. Il donne des vins très colorés, charpentés, parfois astringents, mais manquant d'acidité.
À cause de sa précocité, il doit être vinifié seul. Très rarement commercialisé en monocépage, il est intéressant en assemblage pour donner de la typicité dans les vins des Côtes du Marmandais.

## Synonymes
L'abouriou est connu sous les noms de Beaujolais, Early Burgunder ou Early Burgundy, Gamay Beaujolais, Gamay du Rhône, Loubéjac, Malbec argenté, Négret de la Canourgue, Noir hâtif, Pinotou, Plant Abouriou, Précoce Naugé, Précoce Noir, Pressac de Bourgogne.